# Orde van de Rode Vlag (Tsjecho-Slowakije)

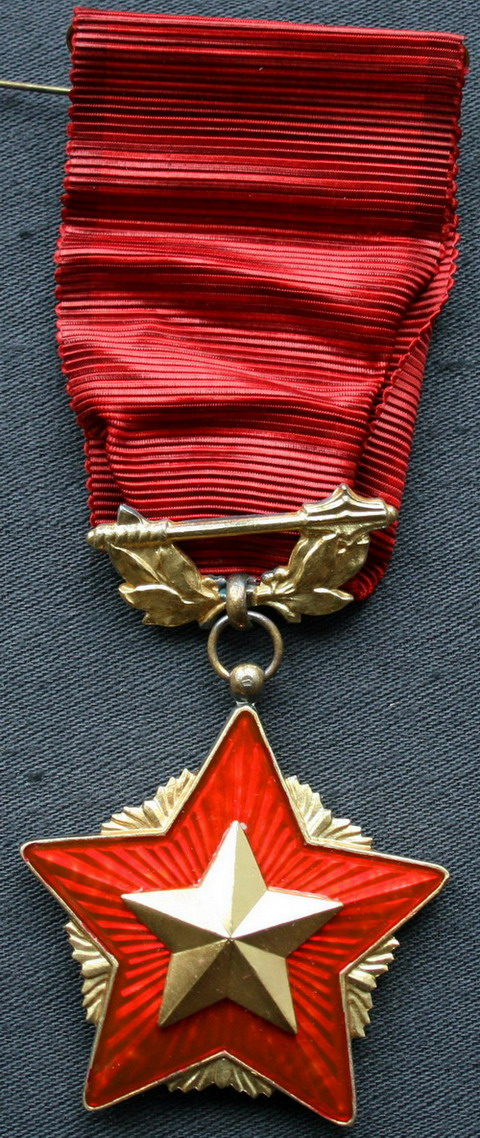
Medaille

De Orde van de Rode Vlag (Tsjechisch: Řádu rudé zástavy) werd in 1955 ingesteld door de regering van Tsjecho-Slowakije. De orde beloonde "verdienste voor de landsverdediging, de bevordering van de weerbaarheid en goede diensten in leger en politie. Deze orde werd na het opheffen van Tsjecho-Slowakije in 1990 opgeheven en zij komt niet voor in de lijst van onderscheidingen van Tsjechië of Slowakije. Men mag haar nog wel dragen.
Het lint van de orde is rood met donkerrode biezen.
Het kleinood is een rode vijfpuntige zilveren ster met een kleinere zilveren ster en op de keerzijde een centraal medaillon met de Boheemse leeuw. De wat plompe rode ster is op een zilveren krans gelegd. Het kleinood is met het lint verbonden door een beugel met lindebladen en een klein zwaard. Het zwaard illustreert het militaire karakter van de onderscheiding; in de communistische dictatuur was ook de politie op militaire wijze georganiseerd.